# Hàm Rồng (xã)
Hàm Rồng là một xã thuộc huyện Năm Căn, tỉnh Cà Mau, Việt Nam.

## Địa lý
Xã Hàm Rồng nằm ở trung tâm huyện Năm Căn, có vị trí địa lý:
- Phía đông giáp xã Hiệp Tùng
- Phía tây giáp xã Đất Mới
- Phía nam giáp thị trấn Năm Căn và xã Hàng Vịnh
- Phía bắc giáp huyện Cái Nước và huyện Đầm Dơi.

Xã Hàm Rồng có diện tích 42,13 km², dân số năm 2022 là 8.716 người, mật độ dân số đạt 206 người/km².

## Hành chính
Xã Hàm Rồng được chia thành 6 ấp: Cái Nai, Chống Mỹ, Chống Mỹ A, Chống Mỹ B, Kinh Tắc, Truyền Huấn.

## Lịch sử
Ngày 25 tháng 7 năm 1979, Hội đồng Chính phủ ban hành Quyết định số 275-CP về việc thành lập xã Hàm Rồng trên cơ sở một phần của xã Năm Căn.
Ngày 17 tháng 12 năm 1984, Hội đồng Chính phủ ban hành Quyết định số 168-HĐBT về việc đổi tên huyện Năm Căn thành huyện Ngọc Hiển và xã Hàm Rồng thuộc huyện Ngọc Hiển.
Ngày 6 tháng 11 năm 1996, Quốc hội ban hành Nghị quyết về việc chia tỉnh Minh Hải thành hai tỉnh là tỉnh Bạc Liêu và tỉnh Cà Mau. Khi đó, xã Hàm Rồng thuộc huyện Ngọc Hiển, tỉnh Cà Mau.
Ngày 17 tháng 11 năm 2003, Chính phủ ban hành Nghị định số 138/2003/NĐ-CP về việc chuyển xã Hàm Rồng thuộc huyện Ngọc Hiển về huyện Năm Căn mới thành lập quản lý.
Ngày 9 tháng 12 năm 2020, HĐND tỉnh Cà Mau ban hành Nghị quyết số 28/NQ-HĐND về việc:
- Sáp nhập ấp Kinh Mới vào ấp Chống Mỹ A
- Sáp nhập ấp Cái Trăng vào ấp Kinh Tắc.

Ngày 25 tháng 12 năm 2020, UBND tỉnh Cà Mau ban hành Quyết định số 2469/QĐ-UBND về việc công nhận đô thị Hàm Rồng là đô thị loại V.